# Liste der Municipios im Departamento de Córdoba
Das Departamento de Córdoba besteht aus 30 municipios. Diese untergliedern sich in einen Gemeindekern (cabecera municipal) und dem Umland (resto rural). Das Umland wiederum wird weiter unterteilt in sogenannte Polizeiinspektionen (Inspecciones de Policía Municipal), kleinere Ämter (corregimientos), Siedlungszentren (centros poblados) und Gehöfte (caseríos). Im Folgenden verzeichnet sind die Municipios mit ihrer Gesamteinwohnerzahl aus der Volkszählung des kolumbianischen Statistikamtes DANE aus dem Jahr 2018, hochgerechnet für das Jahr 2022.
| Municipio               | Einwohnerzahl 2022 |
| ----------------------- | ------------------ |
| Ayapel                  | 47.954             |
| Buenavista              | 21.772             |
| Canalete                | 15.668             |
| Cereté                  | 110.032            |
| Chimá                   | 18.173             |
| Chinú                   | 49.422             |
| Ciénaga de Oro          | 61.426             |
| Cotorra                 | 19.845             |
| La Apartada             | 15.446             |
| Lorica                  | 117.188            |
| Los Córdobas            | 19.607             |
| Momil                   | 20.422             |
| Montelíbano             | 87.187             |
| Montería                | 512.994            |
| Moñitos                 | 31.047             |
| Planeta Rica            | 65.745             |
| Pueblo Nuevo            | 37.032             |
| Puerto Escondido        | 24.733             |
| Puerto Libertador       | 44.233             |
| Purísima                | 17.850             |
| Sahagún                 | 111.882            |
| San Andrés de Sotavento | 48.760             |
| San Antero              | 35.566             |
| San Bernardo del Viento | 37.629             |
| San Carlos              | 27.777             |
| San José de Uré         | 14.023             |
| San Pelayo              | 53.786             |
| Tierralta               | 96.620             |
| Tuchín                  | 55.791             |
| Valencia                | 36.886             |